# La cuarta guerra mundial
La cuarta guerra mundial es un documental independiente desde la perspectiva del movimiento antiglobalización, que conceptualiza sobre la denominada "cuarta guerra mundial", identificada en supuesta existencia de un conflicto entre los ciudadanos y el poder instituido, representado este en los gobiernos en conjunto, con algunas oligarquías. 
Imágenes e historias desde México, Argentina, Sudáfrica, Canadá, Italia, Palestina, Corea e Israel son mostradas como evidencia. Fusiona imágenes del activismo popular, del antimilitarismo y del activismo y los movimientos sociales, para la liberación y la emancipación de los pueblos.

## Argumento
Esta nueva guerra ya no se realizaría entre los distintos gobernantes de países en pugna, se da entre los pueblos y sus clases dirigentes tanto a nivel local como global; así, esta guerra se traduce en una guerra del "Imperio" contra la "Multitud" de voces disidentes que se rebelan contra el orden económico imperante, una guerra que no está localizada en un campo de batalla específico, está en todas partes.
Es un mismo imperio contra el pueblo, el imperio es todo aquel que quiere un solo gobierno, un gobierno para gobernarlos a todos.